# Marie-Louise Grobert
Marie-Louise Grobert, née le 17 août 1896 à Épinal et morte le 14 mars 1966 à Sona (Italie)  est une écrivaine de langue française, autrice de romans populaires sous les pseudonymes de Claude Véla, Pierre Trébor et Marie Renbert.

## Œuvre
Sous le nom de Claude Véla
- La Route claire, 1926
- L'Aube sur la montagne, 1929
- Vous devez payer, 1931
- Pi-Ou, petite fille, 1932
- Tizy et moi, 1932
- Le Premier jour, 1934
- Le Voilier sans nom, 1935
- Solitude du cœur, 1936 — Prix Montyon 1937 de l’Académie française
- Plus loin, 1938
- L'Autre maître, 1940
- Le Sacrifice du soir - Collection Stella N°519, 1942
- Le Chemin douloureux, 1946
- Le Poids du souvenir, 1946
- La Ronde sans espoir, 1948
- Dérive, 1948
- La Jeune fille au miroir - Collection Stella N°544, 1949
- Le Puits sous les roses, 1949
- La Belle du château, 1951
- La Princesse aux étoiles - Collection Stella N°595, 1953
- L'Homme du crépuscule, 1953
- La Fiancée du vent, 1954

Sous le nom de Pierre Trébor
- Les Genêts en fleurs, 1947
- Orage à l'aube, 1948
- Marienne et son royaume, 1955

Sous le nom de Marie Renbert
- La Fontaine aux arbousiers, 1946
- L'Ombre du souvenir, 1947
- La Pagode au clair de lune, 1948
- La Sirène aux étoiles, 1948
- Robe de vérité, 1949